# اس‌ام‌اس ماگدبورگ
اس‌ام‌اس ماگدبورگ (به انگلیسی: SMS Magdeburg) یک کشتی بود که طول آن ۱۳۸٫۷ متر (۴۵۵ فوت ۱ اینچ) بود. این کشتی در سال ۱۹۱۱ ساخته شد.